# Paul Murray Kendall
Pour les articles homonymes, voir Kendall.
Ne doit pas être confondu avec Paul Murray.
Paul Murray Kendall, né le 1er mars 1911 à Philadelphie et mort le 21 novembre 1973 est un professeur universitaire d'anglais et d'histoire américain qui a enseigné pendant plus de trente ans à l'université de l'Ohio, puis, après sa retraite, à l'université du Kansas. 
Spécialiste de la fin du Moyen Âge, Il a consacré plusieurs ouvrages à l'histoire du XVe siècle, dont trois grandes biographies de Richard III d'Angleterre, Louis XI de France et Richard Neville qui ont fait date dans les biographies historiques.
Il a également écrit un roman historique Mon frère Chilpéric ainsi qu'une étude de la vie quotidienne au temps de la Guerre des Deux-Roses intitulée The Yorkist Age.

## Œuvres
- 1955 : Richard III
- 1957 : Warwick, le faiseur de rois (Warwick the Kingmaker)
- 1957 : History of Land Warfare
- 1963 : L'Angleterre au temps de la guerre des Deux-Roses (The Yorkist Age: Daily Life During the Wars of the Roses)
- 1965 : The Art of Biography
- 1971 : Louis XI (Louis XI: The Universal Spider)
- 1979 : Mon frère Chilpéric (My Brother Chilperic)